# Deir el-Gabraui
Deir el-Gebraui es un pueblo del Egipto Medio situado a unos doce kilómetros al este de la actual ciudad de Manfalut (85.000 habitantes), gobernación de Asiut, en la orilla oriental del Nilo.
Su nombre está vinculado a una necrópolis de la época faraónica. El cementerio está dividido en dos zonas distintas, el Acantilado Norte y el Acantilado Sur. Aquí se construyeron unas ciento veinte tumbas a finales del Reino Antiguo y probablemente incluso durante el Primer Período Intermedio, dieciséis de las cuales tienen representaciones pictóricas e inscripciones.
Las más imponentes son las tumbas de varios nomarcas del nomo XII del Alto Egipto, donde algunos, ocuparon cargos nacionales con los faraones de su época como chatys o superintendentes del Alto Egipto. Entre estas tumbas se encuentran las de Ibi y Dyau (zona sur) y las de Henqu I, Hemre I, Henqu II y Hemre II (zona norte).

## Antigua necrópolis

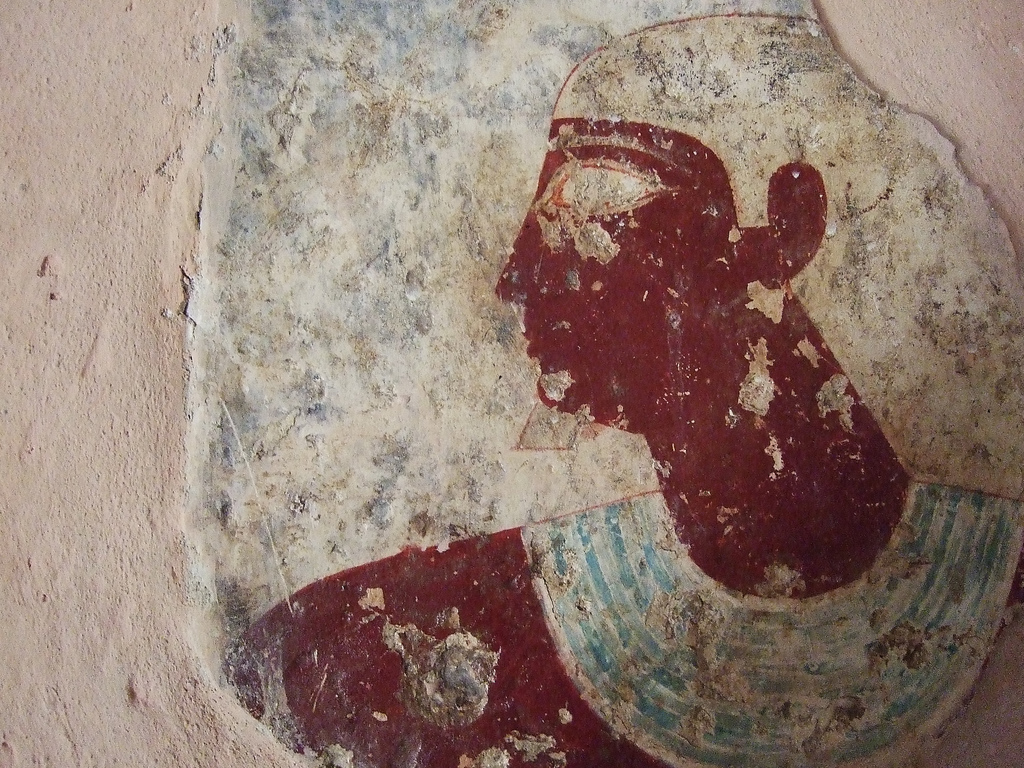
Relieve pintado de la tumba de Ibi. Dinastía VI.

Durante la dinastía VI, los poderosos nomarcas del nomo XII del Alto Egipto fueron enterrados en tumbas excavadas en la roca cerca de aquí. Algunos de estos nomarcas ostentaban el título de Gran Señor del nomo de Abydene, por lo que controlaban una amplia zona que se extendía desde el nomo VIII (Abidos) hasta el nomo XIII del Alto Egipto.
Es notable que algunas escenas de la tumba de uno de estos nomarcas, Ibi, aparezcan de nuevo en la tumba tebana TT36 de un hombre del mismo nombre del reinado de Psamético I, unos 1600 años más tarde.

## Arqueología
La necrópolis ha sido excavada por varios investigadores desde mediados del siglo XIX. Sin embargo, la primera descripción detallada data de 1900, cuando el egiptólogo británico Norman de Garis Davies comenzó a trabajar en el yacimiento. Davies centró su trabajo principalmente en el grupo sur de tumbas. La documentación detallada del grupo norte no fue realizada hasta 2004 por el egipcio Naguib Kanawati. Kanawati observó un grave deterioro en el estado de conservación de muchas tumbas, hecho atribuible principalmente a las actividades de los saqueadores de tumbas, que eliminaron la decoración de las paredes durante la década de 1970.

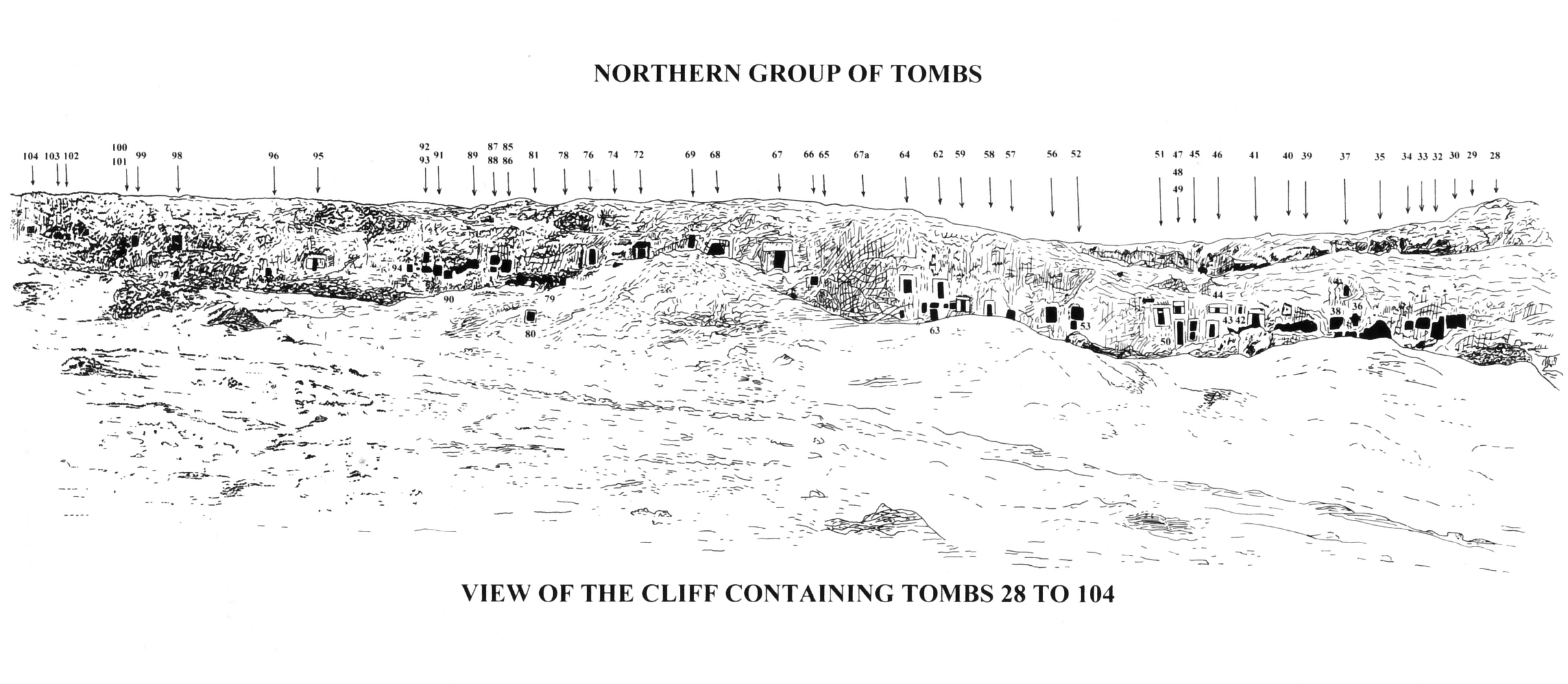
Grupo de tumbas del norte de Deir el-Gabraui.